# الماس‌ها (ترانه ریانا)
«الماس‌ها» (انگلیسی: Diamonds) ترانه‌ای است که خوانندهٔ باربادوسی، ریانا برای هفتمین آلبوم استودیویی خود به نام ناعذرخواهانه (۲۰۱۲) ضبط کرده‌است. این ترانه را سیا به همراه تهیه‌کنندگان ترانه، بنی بلانکو و استارگیت نوشته‌اند. این ترانه نخستین بار در ۲۶ سپتامبر ۲۰۱۲ هنگام پخش شوی الویس دوران و صبح پخش شد و روز بعد به صورت دیجیتالی به عنوان تک‌آهنگ لید ناعذرخواهانه منتشر شد. «الماس‌ها» یک بالاد پاپ مید-تمپو، الکترونیک و آراندبی است که از سینث‌سایزر‌های هوی، آوای ارکستال و ریتم‌های الکترونیک برخوردار است. متن ترانه به منزله دور شدن از مضامین روابط ناسالم است که در تک‌آهنگ‌های پیشین ریانا وجود داشت و مفهوم برجسته ای از عشق را دربردارد.
«الماس‌ها» در صدر جدول موسیقی بیش از بیست کشور قرار گرفت. ترانه در ایالات متحده به شماره یک جدول رسید و به دوازدهمین تک‌آهنگ شماره یک ریانا در بیلبورد هات ۱۰۰ تبدیل شد. در ایالات متحده، ریانا رکوردش را با مدونا و سوپریمز برای پنجمین تک‌آهنگ شمارهٔ یک در تاریخچهٔ این جدول مساوی کرد. به «الماس‌ها» گواهی‌نامهٔ پلاتین شش تایی توسط انجمن صنعت ضبط موسیقی ایالات متحده آمریکا (آرآی‌ای‌ای) اعطا شد و بیش از ۳٫۵ میلیون نسخهٔ دیجیتال در این کشور فروخت. همچنین در شمارهٔ یک جدول تک‌آهنگ‌های بریتانیا و هفتمین تک‌آهنگ شمارهٔ یک ریانا در این کشور بود. در بریتانیا به این تک‌آهنگ گواهی‌نامه پلاتین دوتایی توسط صنعت ضبط صدای بریتانیا (بی‌پی‌آی) اعطا شده‌است. تا مه ۲۰۱۳، بیش از ۷٫۵ میلیون نسخه از آن در سراسر جهان فروخته شد و به یکی از پرفروش‌ترین تک‌آهنگ‌های تاریخ تبدیل شد.
موزیک ویدیوی این ترانه توسط کارگردان آنتونی مندلر، همکار مکرر ریانا فیلم‌برداری شده‌است. در این موزیک ویدیو ریانا را در چهار محیط نشان می‌دهد که عناصر زمین، هوا، آب و آتش را مجسم می‌کند. این ویدیو با نقدهای مثبتی روبه‌رو شد و به خاطر تصاویرش مورد تحسین قرار گرفت. بسیاری از منتقدان بر این باورند که مردی که به دستانش خال‌کوبی شده و دستانش با دستان ریانا در هم آمیخته شده‌است، شبیه کریس براون است. این خواننده «الماس‌ها» را در شوهای تلویزیونی از قبیل پخش زنده شنبه شب و ایکس فاکتور اجرا کرد و آن را در فهرست اجراهای تور جهانی الماس‌ها (۲۰۱۳)، تور هیولا (۲۰۱۴) و تور جهانی آنتی (۲۰۱۶) گنجاند. انجمن آهنگسازان، پدیدآوران و ناشران آمریکا (ASCAP) آن را به عنوان یکی از پربازدیدترین ترانه‌های سال‌های ۲۰۱۳ و ۲۰۱۴ معرفی کرده‌است. ریمیکس رسمی «الماس‌ها» با حضور رپر آمریکایی، کانیه وست در ۱۶ نوامبر ۲۰۱۲ منتشر شد. این ترانه توسط هنرمندان موسیقی مختلفی از جمله جوزف سالوات بازخوانی و به صورت یک تک‌آهنگ منتشر شد.

## نوشتن و تهیه

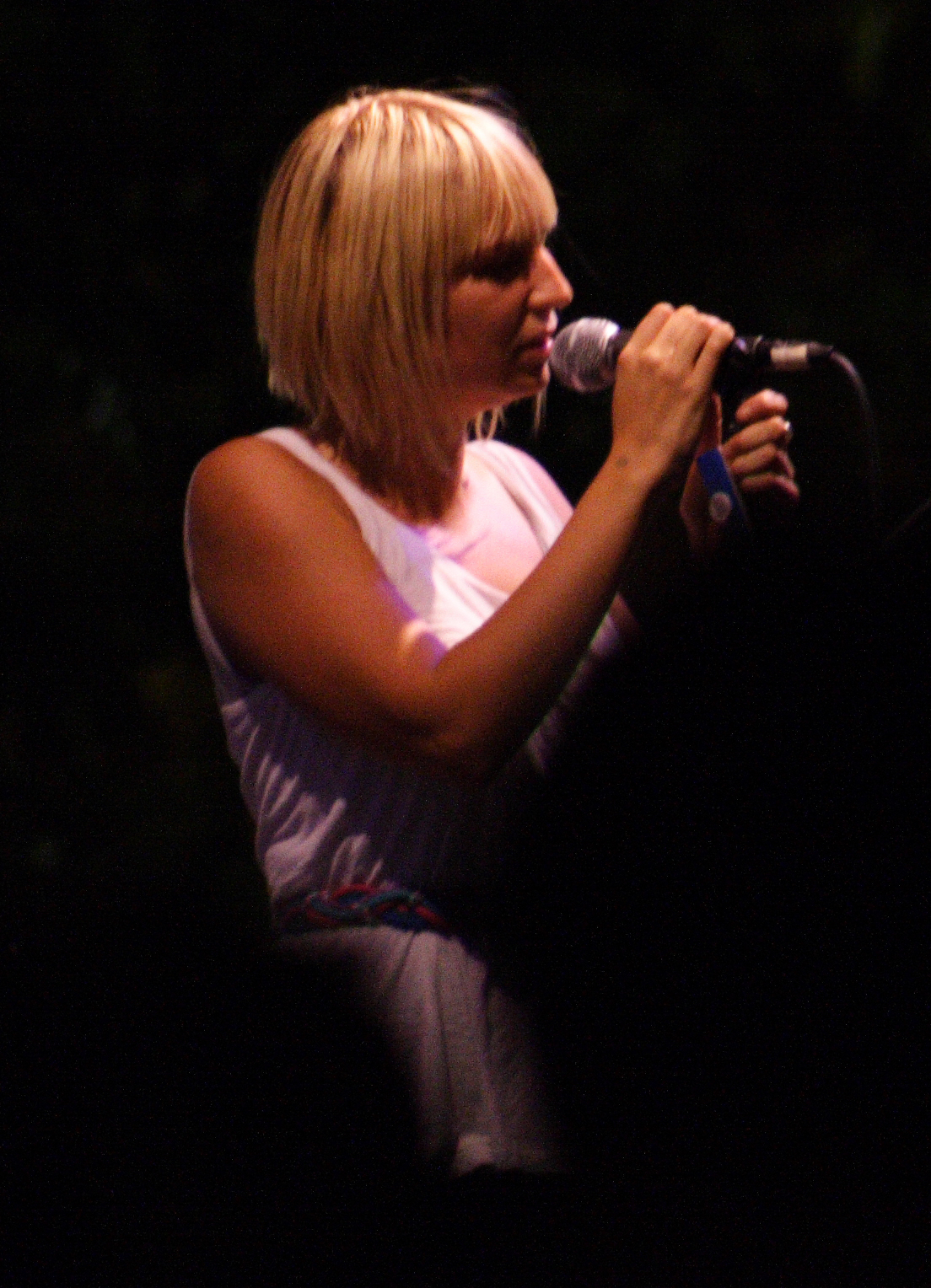
سیا (در تصویر) لیریکس را نوشت و بنی بلانکو و استارگیت تهیه‌کننده و نویسندهٔ مشترک ترانه بودند.

در سال ۲۰۱۲، بنی بلانکو، تهیه‌کنندهٔ موسیقی آمریکایی، با استارگیت، تیم تهیه‌کنندهٔ نروژی در یک استودیوی ضبط در شهر نیویورک دیدار کرد تا ترانه‌های جدیدی نظیر ترانه‌ای برای ریانا را بنویسند. استارگیت پیش از آن تک‌آهنگ‌های «موسیقی را قطع نکن» (۲۰۰۷) و «تنها دختر (در دنیا)» (۲۰۱۰) را برای ریانا تهیه کرده بودند. طبق گفتهٔ بلانکو، او و استارگیت می‌خواستند از آوای معمول ریانا منحرف شوند و ترانه را به گونه‌ای تهیه کنند که برای رپری مانند کانیه وست باشد: «این چیزی بود که ما به ریانا فکر نمی‌کردیم … که به رکورد ریانا تبدیل شد … اما اینطور است که همیشه مثل من اتفاق می‌افتد.» آن‌ها پس از ضبط سازهای موسیقی دیگر، بیت و درام ترانه را تهیه کردند.
میکل اریکسن از استارگیت به نیویورک تایمز گفت که بلانکو قطعه ای ضبط شده از آواز اریکسن را برداشت، آن را به صورت الکترونیکی تغییر داد و صدای آن را «پرخش‌تر» کرد. او سپس از رنگ را به کار برد و از نرم‌افزارهای صوتی برای ایجاد خطوط همراهی شبح مانند استفاده کرد. اریکسن سبک بلانکو را «غیرمعمول» توصیف کرد، «زیرا تقریباً هرگز کیبوردز نمی‌نوازد اما سیمپل‌های عجیب را پرتاب و آن‌ها را اصلاح می‌کند تا با ترانه همراه شوند.» سپس خوانندهٔ استرالیایی، سیا به آن‌ها ملحق شد و لیریکس «الماس‌ها» را در ۱۴ دقیقه نوشت.
پس تکمیل ترانه، آن‌ها خواستند آن را با استفاده از آوای کند برای ریانا پخش کنند، اما بلانکو در مورد واکنش نسبت به این ترانه به دلیل آوای آهسته‌اش شک داشت. پس از اینکه استارگیت ترانه را برای ریانا پخش کرد، آن‌ها از لندن به بلانکو تماس گرفتند و به او گفتند که او این ترانه را دوست دارد: «او از [ریانا] خود بیخود شده. او نظیر هفت بار پشت سر هم آن را پخش کرد. این ترانه مورد علاقه او است.» فیل تان و دستیارش دانیلا ریورا، «الماس‌ها» را میکس و مسترینگ کردند. بلانکو با یادآوری آن، در مصاحبه ای با هاف‌پست، اظهار داشت، «ما باید آن را ضبط کنیم، بیت، میکس و مسترینگ در ۲۴ ساعت به پایان رسید. او [ریانا] در یک قسمت جداگانه از جهان ضبط می‌کرد، فایل‌ها را پس می‌داد، ما موسیقی را تمام می‌کنیم و سپس آن را میکس و مسترینگ می‌کنیم و بعد از چند روز بیرون آمد. این بسیار شگفت‌انگیز و باورنکردنی است.» کوک هارل آواز ریانا را بر روی این ترانه تهیه کرده و آن‌ها را به همراه مارکوس تووار ضبط کرده‌است.